# Lynhams, Virginia
Lynhams là một cộng đồng chưa hợp nhất tại Hạt Northumberland, thuộc tiểu bang Virginia của Hoa Kỳ.